# Сюрол (деревня)
Сюрол — упразднённая в 2022 году деревня в Юрлинском районе Пермского края России. Входила в Усть-Зулинское сельское поселение.

## География
Расположена на реке Сюрол (приток Косы) в 1 км к северо-западу от посёлка Чугайнов Хутор, в 27 км к северо-востоку от села Юрла и в 42 км к северу от Кудымкара. Окружена лесами.

## История
По росписям Юрлинской церкви в 1773 году Сюрол существовала как пермяцкая деревня. При обследовании в 1884—1889 гг. в селение числилось 16 домохозяйств, кузница, мукомольная мельница, несколько бортевых пасек, веялки. Подсобными заработками являлись заготовка леса на сплав, охота на дичь.
В начале 1940-х гг., после раздела Польши было утверждено Положение о спецпоселении и трудовом устройстве бывших военных (т. н. осадников), выселяемых из западных областей УССР и БССР, в результате чего вглубь России были переселены тысячи польских семей. Из них были отправлены в Сюрол 170 человек. По прибытии на место основными причинами высокой смертности становились неудовлетворительные бытовые условия и тяжёлый физический труд. В 1941 году была объявлена амнистия польских граждан, их статус и положение несколько улучшились и многие поспешили покинуть Молотовскую область, однако некоторые остались здесь до окончания войны.
В конце 1944 — начале 1945 годов в лесные поселки было депортировано большое количество украинцев и литовцев.
Упразднена официально в 2022 году Законом Пермского края от 02.03.2022 № 54-ПК «Об административно-территориальных изменениях в Пермском крае»

## Население
| 2010 |
| ---- |
| 0    |

## Транспорт
Через деревню проходит тупиковая автодорога Юрла — Усть-Зула — Чугайнов Хутор.